# Admiral-Klasse (1887)
Die Admiral-Klasse war eine Klasse von Panzerschiffen der britischen Marine (Royal Navy). Wie bereits bei der Devastation-Klasse, war die Hauptbewaffnung in der Mittellinie des Schiffs aufgestellt. Die Sekundärbewaffnung war im mittleren, durch eine Panzerung geschützten Teil des Schiffes stationiert. Dieses Konzept wurde bei allen nachfolgenden Schlachtschiffen der Royal Navy bis zur Indienststellung der Dreadnought im Jahre 1906 beibehalten. Die Schiffe wurden nach britischen Admiralen benannt.

## Geschichte
Das erste gebaute Schiff der Klasse, HMS Collingwood, war ursprünglich nicht als Typschiff einer eigenen Klasse vorgesehen. Der Entwurf war ursprünglich als Entgegnung auf die französische Formidable-Klasse entstanden. Die Formidable trug drei schwere, in der Mittellinie aufgestellte Geschütze großen Kalibers und mehrere kleinere Kaliber in der Breitseite. Barnaby schlug dem Board of Admiralty mehrere Entwürfe vor, darunter eine verbesserte Inflexible und eine verbesserte Dreadnought. Der endgültige Vorschlag, der letztendlich als HMS Collingwood realisiert wurde, sah Vorderladerkanonen in Barbetten vor, die in der Mittellinie des Schiffes aufgestellt waren. Diese Aufstellung der Hauptartillerie wurde anschließend bei jedem britischen Schlachtschiff bis zur HMS Dreadnought im Jahre 1906 angewandt. Das Schiff sollte nicht mehr als 10.000 tons verdrängen und eine Maximalgeschwindigkeit von 16 Knoten erreichen. Diese Geschwindigkeit konnte bei der vorgegebenen Verdrängung nur durch einen niedrigen Freibord erreicht werden. Bei Gegenwind und voller Fahrt wurde jedoch das Vorschiff nach unten gedrückt und nahm Wasser über, was die zusätzliche Maschinenleistung wieder aufzehrte.
Zum Zeitpunkt der Konstruktion der Klasse kam das Torpedoboot als ernstzunehmende Bedrohung für Schlachtschiffe auf. Während der Bauzeit der Schiffe wurde bei der Royal Navy 1886 die Dreifach-Verbunddampfmaschine als Antrieb eingeführt, 1889 Nickelstahl als Material für die Panzerung. Die Entwicklung von Schnellfeuerkanonen reduzierte die Bedrohung durch die Torpedoboote. Unglücklicherweise besaßen die Schiffe dieser Klasse keine dieser Neuerungen und waren schon bei ihrer Indienststellung nicht die optimale Waffe, die bei ihrer Bestellung erwartet worden war.

## Konstruktion

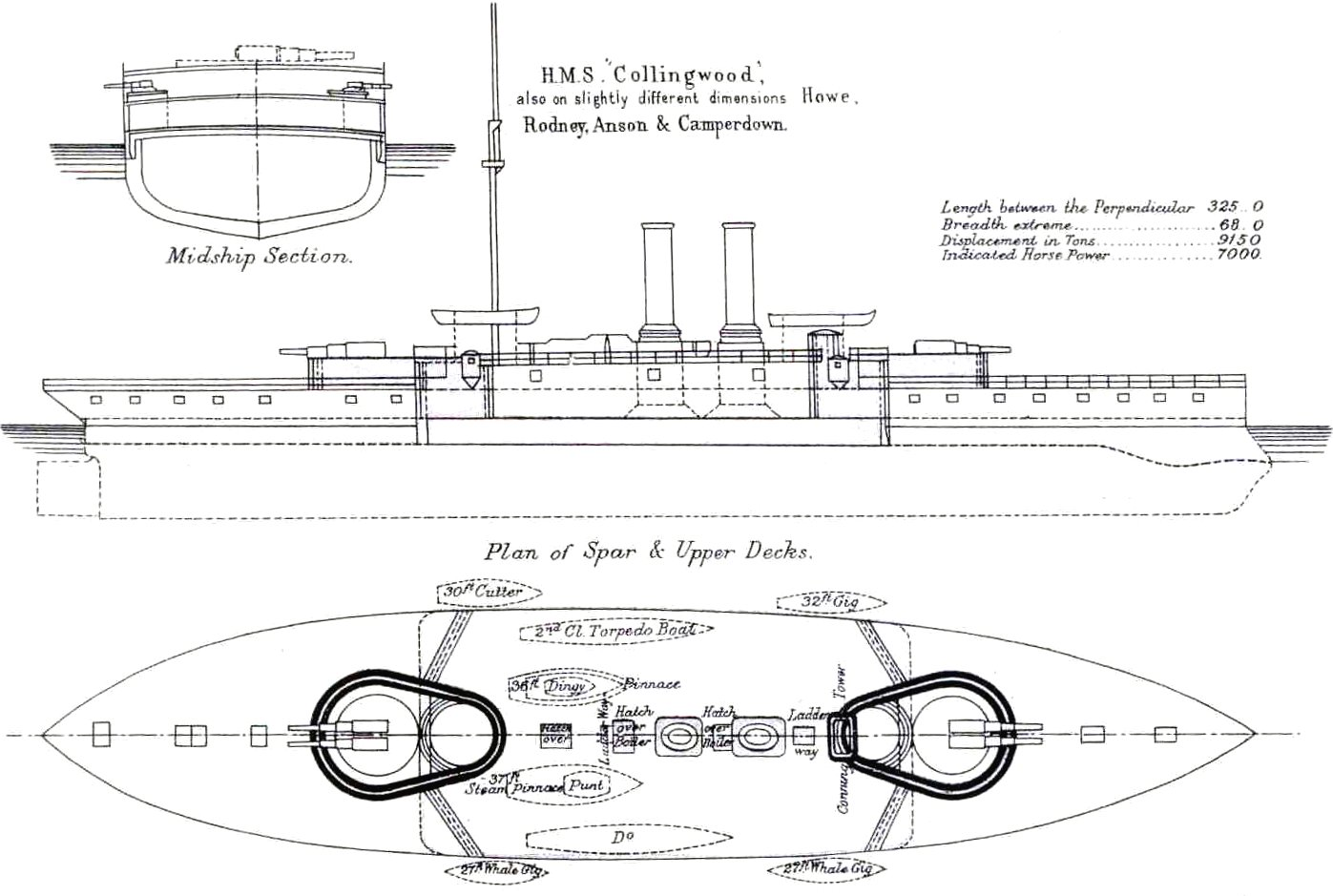
HMS Collingwood, Seitenriss, Decksplan und Querschnitt aus Brassey’s Naval Annual 1888

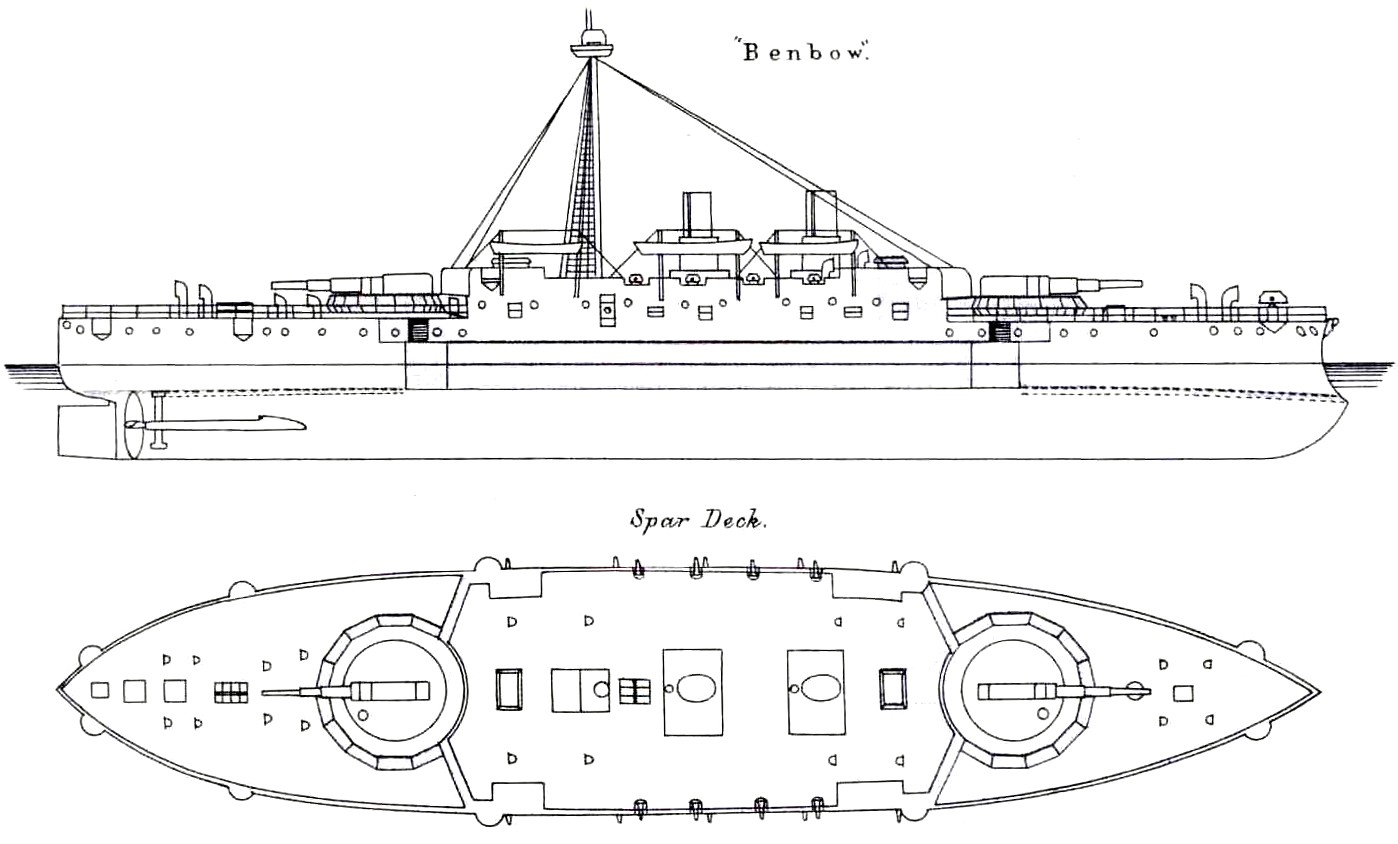
HMS Benbow, Seitenriss, Decksplan und Querschnitt

Die Anordnung der Hauptbewaffnung in oben offenen Barbetten führte dazu, dass die Geschütze ca. 6,6 m über der Wasseroberfläche lagen. Das waren gut 3 m mehr als bei der Colossus-Klasse. Die überhöhte Position ermöglichte ein Beschießen der schwächer gepanzerten Decks gegnerischer Schiffe. Die Aufstellung in zwei Zwillingsbarbetten, die weit voneinander entfernt waren, verhinderte den Ausfall der gesamten Hauptbewaffnung bei nur einem gegnerischen Treffer. Jede Barbette war ein elfseitiges Polygon mit ca. 18 m Länge und 13,5 m Breite. Die Kanonen waren auf einer Drehscheibenlafette montiert. Sie konnten nur geladen werden, wenn sie in Längsrichtung mit einer Rohrerhöhung von 13 Grad standen. Die Kanonen mussten zum Nachladen in die Ladeposition geschwenkt und anschließend wieder neu gerichtet werden. Dies führte zu einer geringen Feuergeschwindigkeit. Der Schwenkbereich betrug 270 Grad. Die Sekundärartillerie stand in einer zentralen Breitseitbatterie, die kleineren Kaliber, nur durch jeweils einen Schutzschild geschützt, ein Deck darüber.
Bei der HMS Howe, der HMS Rodney, der HMS Anson und der HMS Camperdown  wurde das Kaliber der Hauptbewaffnung auf 13,5 inch erhöht. Das Kaliber wurde ausgewählt, weil die französischen Schlachtschiffe Formidable und Amiral Baudin das gleiche Kaliber führten. Kanonen dieses Kalibers waren leistungsfähiger als die vom Kaliber 12 inch, das bei der Collingwood verwendet wurde. Theoretisch konnte es die stärkste damals bekannte Panzerung durchschlagen. Bei Test wurde eine 68 cm starke Eisenplatte auf eine Entfernung von 910 m durchschlagen. Das Geschoss hatte ein Gewicht von 1,250 pound (566 kg), als Treibladung wurden 285 kg Schwarzpulver oder 85 kg Kordit benutzt. Die Probleme in der Produktion dieser Geschütze verzögerten die Fertigstellung der Howe und ihrer Schwesterschiffe; zwischen Stapellauf und Indienststellung lagen sechs bis sieben Jahre.
Da bei der Howe und ihren Schwesterschiffen die Abmessungen des Überwasserteils der Collingwood beibehalten wurden, musste die Verdrängung um 800 tons erhöht werden. Der Tiefgang wuchs von 8 auf 8,5 m. Das bedeutete jedoch, dass bei voller Beladung und mit vollen Kohlebunkern der gesamte Gürtelpanzer unter Wasser lag. Es wurde davon ausgegangen, dass die Schiffe erst dann in das Gefecht eintreten konnte, wenn ein wesentlicher Teil des Brennstoffes verbraucht und der Gürtelpanzer zumindest teilweise aufgetaucht war.
Bei der HMS Benbow wurde das Kaliber der Hauptbewaffnung auf 16,25 inch erhöht. Die lange Lieferzeit der 13,5-inch-Kanonen für die Vorgänger hatte zu erheblichen Verzögerungen geführt. Um die Bauzeit in einem vertretbaren Rahmen zu halten, kam nur die Rückkehr zum Kaliber 12 inch oder der Einbau einer anderen großkalibrigen Kanone in Frage. Das Kaliber 16,25 wurde ausgewählt, obwohl die 12-inch-Kanone jede bekannte Panzerung durchschlagen konnte. Allerdings wurde nur noch eine Kanone je Barbette eingebaut. Die 16,25-inch-Kanonen waren die größten Kaliber, die je auf Schiffen der Royal Navy (mit Ausnahme einiger Monitore) eingebaut wurden. Sie waren leichter als die 13,5-inch-Kanonen. Das gewonnene Gewicht wurde zur Verstärkung der Sekundärbewaffnung genutzt. Im Einsatz konnten die Kanonen jedoch nicht befriedigen. Die Feuergeschwindigkeit betrug nur einen Schuss alle vier bis fünf Minuten. Die Chance, ein bewegliches Ziel zu treffen, war wegen der kleineren Anzahl der Kanonen wesentlich geringer. Die Kanonen neigten zum Aufreißen der Mündung, die Lebensdauer der Rohre war auf je ca. 75 Schuss begrenzt, ein Rohrwechsel jedoch schwierig und zeitaufwendig.
Bei der HMS Anson und HMS Camperdown  wurden die Stärke und die Länge des Gürtelpanzers vergrößert. Da eine Vergrößerung der Verdrängung vermieden werden sollte, waren die Schiffe 1,5 m länger und 0,15 m breiter als die früheren Schiffe der Klasse.
Die Schiffe der Klasse waren erstmals mit einem System zur Leistungserhöhung der Dampfmaschinen ausgestattet. Dabei wurde Druckluft in die Feuerung geblasen und dadurch mehr Kohle verbrannt, was zu einer höheren Dampfproduktion führte.

## Einsatz
Kennzeichnend ist die wechselvolle Einsatzgeschichte mit häufigen Liegezeiten in der Reserve, da die Schiffe kurz nach oder bereits mit Indienststellung überholt waren. Der niedrige Freibord schränkte die Verwendung der Schiffe im Atlantik und in der Nordsee ein. Überwiegend wurden sie daher im Ärmelkanal oder Mittelmeer eingesetzt, in späterer Zeit vor allem als Küstenschutz- und Wachschiffe.
Alle Schiffe der Klasse wurden vor Beginn des Ersten Weltkrieges außer Dienst gestellt.

## Technik
Die Schiffe hatten eine Länge zwischen den Loten von 99,10 m, eine Breite von 20,70 m und einen Tiefgang von 8,50 m. Die Verdrängung lag bei 9.700 t. Die Besatzung bestand aus.498 Offizieren plus Mannschaft.

### Antrieb
Die Schiffe waren mit zwei 2-Zylinder-Verbunddampfmaschinen ausgestattet, die jeweils eine Welle antrieben und insgesamt 9.600 PS (7.200 kW) entwickelten, mit der sie eine Höchstgeschwindigkeit von 16,8 Knoten (31 km/h) erreichte. Der Dampf wurde von zwölf Heizkesseln geliefert. Das Schiff konnte maximal 1219 t Kohle mitführen, was ihr bei 10 Knoten (19 km/h) eine Reichweite von 8.500 Seemeilen (15.700 km) ermöglichte. Das Schiff war für eine Geschwindigkeit von 15,5 Knoten (28,7 km/h) bei natürlichem Zug in den Kesseln ausgelegt. Bei einer Testfahrt erreichte die Collingwood jedoch sogar eine Geschwindigkeit von 16,6 Knoten (30,7 km/h). Sie war der erste britische Panzerschiff, das mit einer Zwangsbelüftung der Kesselfeuer ausgestattet war, erreichte aber bei Testfahrten nur eine Geschwindigkeit von 16,84 Knoten (31,19 km/h), da die Maschinen nicht in der Lage waren, den zusätzlichen Dampf zu bewältigen.

### Bewaffnung
Die Hauptbewaffnung bestand aus vier 305-mm-Geschützen, die in zwei Zwillingsbarbetten montiert waren eine vor und eine hinter den Aufbauten. Die von diesen Geschützen abgefeuerten 324 kg schweren Granaten konnten 523 mm Schmiedeeisen auf 910 m durchschlagen,. wobei eine Ladung von 134 kg  prismatischem Schwarzpulver verwendet wurde. Bei maximaler Elevation hatten die Geschütze eine Reichweite von rund 8.600 m. Die Sekundärbewaffnung bestand aus sechs 152-mm-Geschützen auf Einzellafetten, die auf dem Oberdeck mittschiffs montiert waren, drei auf jeder Breitseite. Die Kanone hatte bei einer Elevation von +15° eine Reichweite von 8.830 m. Sie feuerte 45 kg schwere Geschosse ab, die in der Lage waren, 267 mm Schmiedeeisen auf 1000 m zu durchschlagen. Ab etwa 1895 wurden alle diese Geschütze zu Schnellfeuergeschützen umgebaut und durch die Verwendung von Kordit wurde ihre Reichweite auf 8.481 m erhöht. Zur Abwehr von Torpedobooten trug die Collingwood zwölf 57-mm- und acht 47-mm-Hotchkiss-Geschütze. Außerdem waren vier 356-mm-Torpedorohre installiert, zwei auf jeder Breitseite.

### Panzerung
Der Gürtel aus Verbundpanzerung war zwischen 203 und 457 mm dick und erstreckte sich mittschiffs über eine Länge von 42,70 m. Er hatte eine Gesamthöhe von 2,30 m, wovon 5 m unter und 0,8 m über der Wasserlinie lagen. Die 178 bis 406 mm Querschotten an den Enden des Gürtels verbanden ihn mit den Barbetten die über dem Hauptdeck 406 mm und darunter 178 mm dick war. Die birnenförmigen Barbetten waren mit 254 bis 292 mm Panzerplatten geschützt. Die Hauptmunitionsaufzüge waren durch Panzerrohre mit 254–305 mm dicken Wänden geschützt. Der Kommandoturm hatte ebenfalls 305 mm dicke Wände und ein 51 mm dickes Dach. Das Deck der mittleren gepanzerten Zitadelle hatte eine Dicke von 76 mm und das Unterdeck war von den Enden des Gürtels bis zum Bug und Heck 51–64 mm dick.

## Schiffe der Klasse

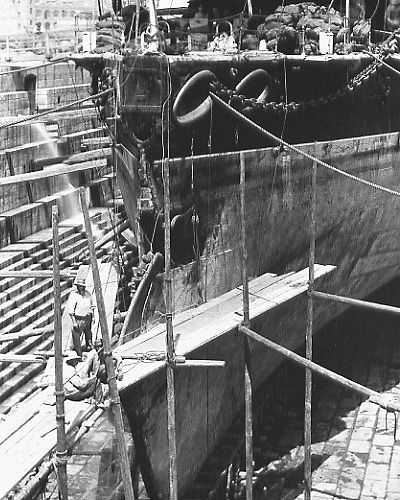
Der bei der Kollision mit der HMS Victoria beschädigte Bug der Camperdown

### HMSCollingwood
HMS Collingwood wurde am 1. Juli 1887 bei der Jubiläumsparade in Portsmouth in Dienst gestellt. Im August wurde sie in die Reserve überführt. Von November 1889 bis März 1897 diente sie im Mittelmeer, danach als Küstenwachschiff in Bantry bis Juni 1903. Im selben Monat kam sie in die Reserve, in der sie bis zum Verkauf verblieb.

### HMSHowe
Die HMS Howe wurde am 15. November 1885 in Portsmouth von der Bauwerft angeliefert und lag dort vier Jahre zur Komplettierung vor Anker. Im Juli 1889 wurde sie bei der Channel Fleet in Dienst gestellt und verblieb dort bis Mai 1890. Dann kam sie ins Mittelmeer. Am 2. November 1892 lief sie bei Ferrol Rock auf Grund und konnte nur unter großen Schwierigkeiten erst am 30. März 1893 geborgen werden. Sie wurde in Chatham zur Reparatur und Überholung aufgelegt und diente bis 1896 erneut im Mittelmeer. Danach war sie Wachschiff in Queenstown. 1901 kam sie in die Reserve, in der sie bis zum Verkauf 1910 verblieb.

### HMSRodney
Die HMS Rodney wurde am 20. Juni 1888 bei der Home Fleet in Dienst gestellt. Bis Juli 1889 wurde sie in der Reserve gehalten. Nach Teilnahme an Flottenmanövern bis September 1889 kam sie zur Channel Fleet. Dort verblieb sie bis Mai 1894, um anschließend ins Mittelmeer zu kommen. Sie kehrte 1897 zurück, um als Wachschiff in Queensferry bis Februar 1901 eingesetzt zu werden. Danach kam sie endgültig in die Reserve und wurde 1909 verkauft.

### HMSAnson
Die HMS Anson wurde im März 1887 in Portsmouth von der Bauwerft angeliefert und lag dort zwei Jahre zur Komplettierung vor Anker. Am 28. Mai 1889 wurde sie als Flaggschiff des Konteradmirals der Channel Fleet in Dienst gestellt. Im September 1893 wurde sie ins Mittelmeer überstellt und in Malta 1896 überholt. 1901 wurde sie in Devonport aufgelegt. Für die neu aufgestellte Home Fleet wurde sie im März desselben Jahres wieder in Dienst gestellt. Im Mai 1904 wurde sie endgültig in der Reserve aufgelegt, dort verblieb sie bis zum Verkauf am 13. Juli 1909.

### HMSCamperdown
HMS Camperdown  war baugleich zur HMS Anson. Am 18. Juli 1889 wurde sie in Dienst gestellt und sofort in die Reserve überführt. Im Dezember 1889 kam sie als Flaggschiff zur Mittelmeerflotte, im Mai 1890 als Flaggschiff zur Channel Fleet. Im Mai 1892 wurde sie in der Reserve erstmals aufgelegt, im Juli dieses Jahres wieder für die Mittelmeerflotte in Dienst gestellt. Am 22. Mai 1893 kollidierte sie mit der HMS Victoria, die HMS Victoria sank bei dieser Kollision. Im September 1899 kam sie in die Reservekategorie B, im Mai 1900 in die Dockyard Reserve. Von Juli 1900 bis Mai 1903 war sie als Wachschiff in Lough Swilly wieder im Dienst, um anschließend bis 1908 wieder in die Reserve in Chatham zu gehen. Von 1908 bis 1911 wurde sie als Mutterschiff für U-Boote benutzt, um 1911 schließlich verkauft zu werden.

### HMSBenbow
HMS Benbow wurde am 14. Juni 1888 für die Mittelmeerflotte in Dienst gestellt und verblieb im Mittelmeer bis Oktober 1891. Bis März 1894 blieb sie anschließend in Reserve, nur zweimal kurzzeitig für Teilnahme an Manövern unterbrochen. Bis April 1904 diente sie als Wachschiff in Greenock, um danach wieder in die Reserve zu gehen. 1909 wurde sie verkauft.

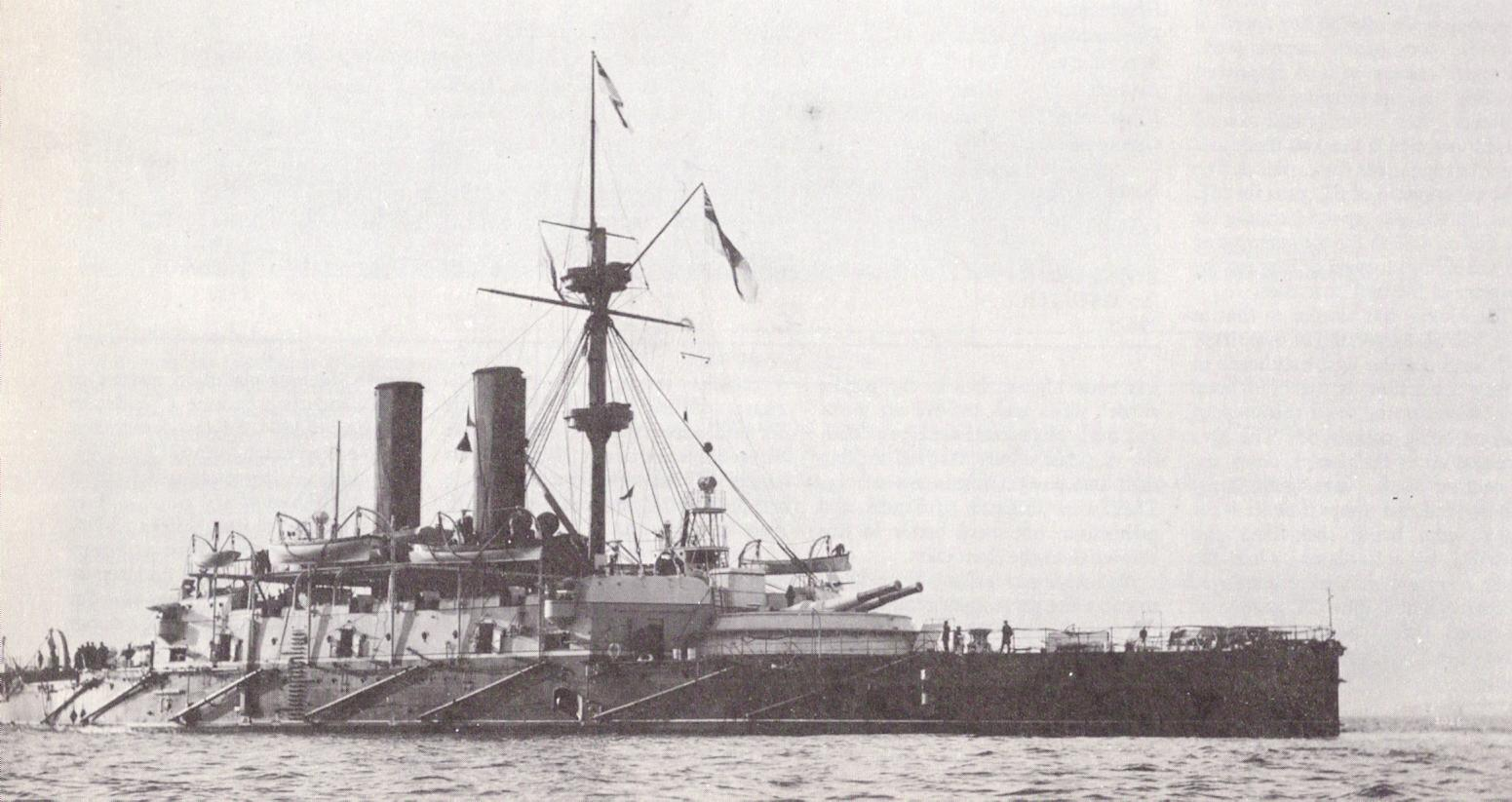
HMS Collingwood
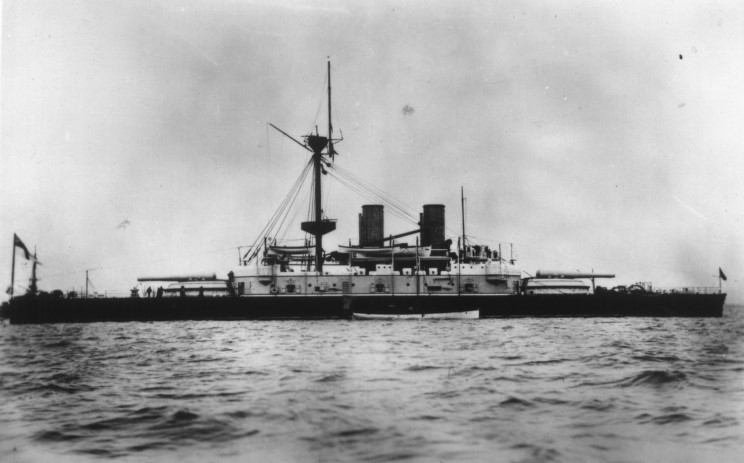
HMS Howe
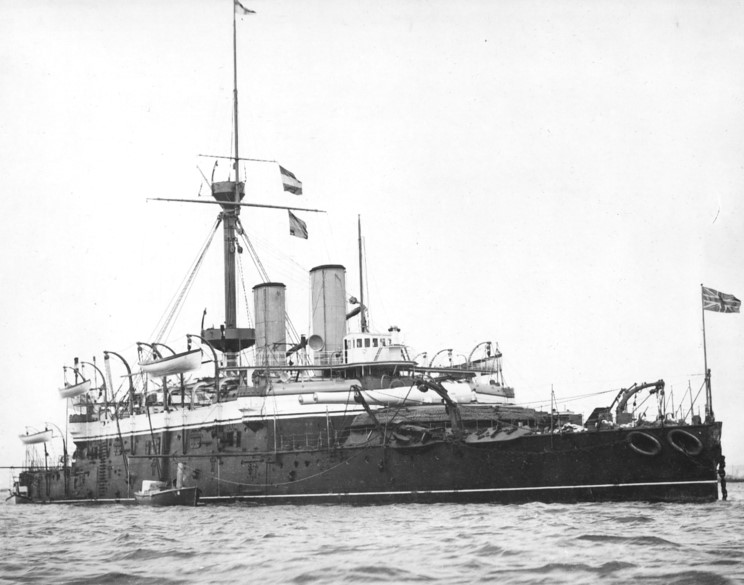
HMS Rodney
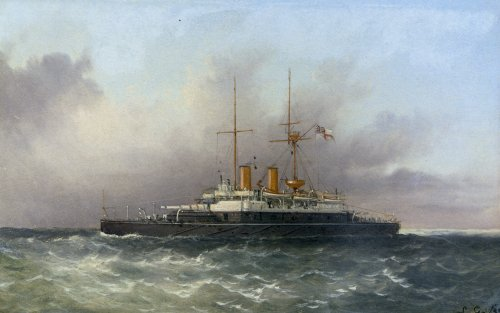
HMS Anson
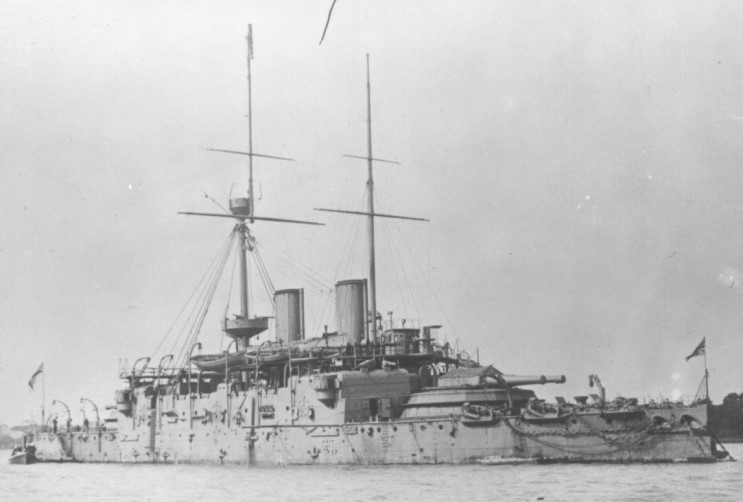
HMS Camperdown
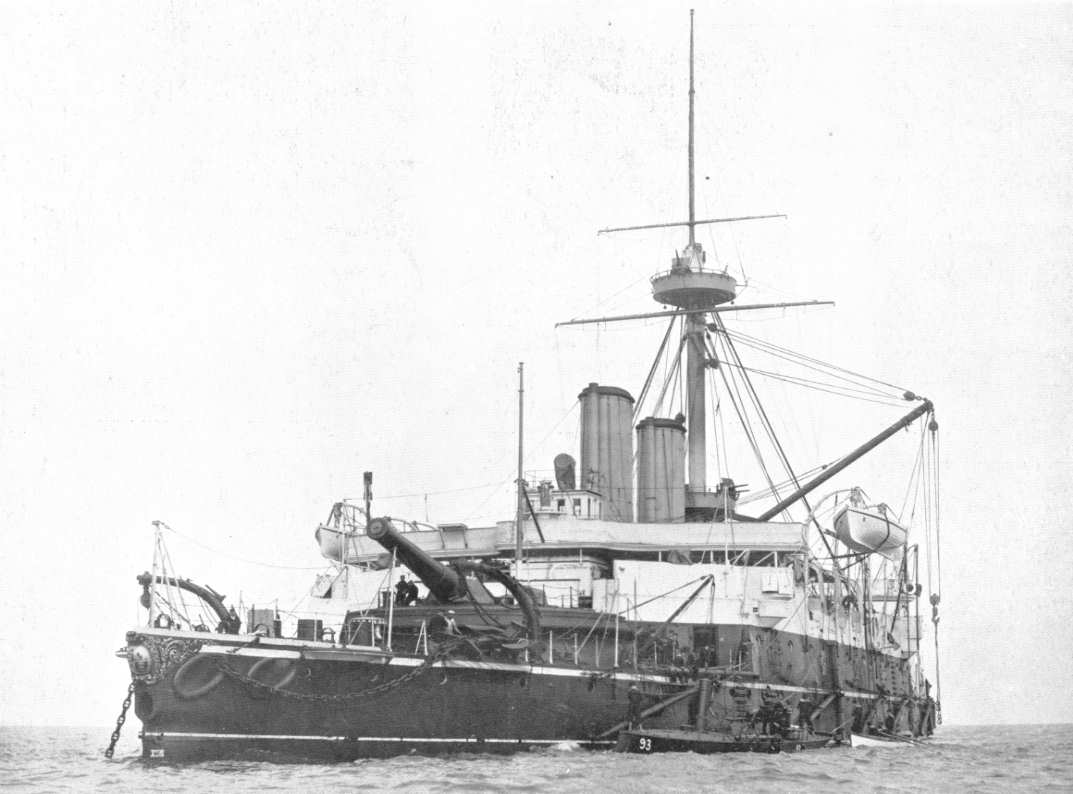
HMS Benbow